# VR-Bank Taufkirchen-Dorfen
Die VR-Bank Taufkirchen-Dorfen eG ist eine deutsche Genossenschaftsbank mit Sitz in der bayerischen Gemeinde Taufkirchen (Vils) im Landkreis Erding.

## Geschichte
Die heutige VR-Bank Taufkirchen-Dorfen eG beruht auf der Gründung vieler ehemaliger Genossenschaftsbanken in ihrem heutigen Geschäftsgebiet.
- 1895: Gründung Spar- und Darlehenskassenverein Hofkirchen mit dem Sitz in Hofkirchen
- 1899: Gründung Darlehenskassenverein Obertaufkirchen mit dem Sitz in Obertaufkirchen
- 1904: Gründung Darlehenskassenverein Thalheim mit dem Sitz in Maria Thalheim
- 1906: Gründung Spar- und Darlehenskassenverein Walkersaich mit dem Sitz in Walkersaich
- 1908: Gründung Spar- und Darlehenskassenverein Fraunberg mit dem Sitz in Fraunberg
- 1911: Gründung Spar- und Darlehenskassenverein Oberdorfen-Zeilhofen mit dem Sitz in Oberdorfen
- 1911: Gründung Spar- und Darlehenskassenverein Eibach mit dem Sitz in Eibach
- 1911: Gründung Spar- und Darlehenskassenverein Hohenpolding mit dem Sitz in Hohenpolding
- 1911: Gründung Darlehenskassenverein Taufkirchen mit dem Sitz in Taufkirchen (Vils)
- 1911: Gründung Spar- und Darlehenskassenverein Moosen mit dem Sitz in Moosen (Vils)
- 1911: Gründung Spar- und Darlehenskassenverein Inning am Holz mit dem Sitz in Inning am Holz
- 1912: Gründung Spar- und Darlehenskassenverein Steinkirchen mit dem Sitz in Steinkirchen
- 1912: Gründung Darlehenskassenverein Grüntegernbach mit dem Sitz in Grüntegernbach
- 1912: Gründung Spar- und Darlehenskassenverein Ranoldsberg mit dem Sitz in Ranoldsberg
- 1913: Gründung Spar- und Darlehenskassenverein Wambach mit dem Sitz in Wambach
- 1920: Gründung Spar- und Darlehenskassenverein Buchbach mit dem Sitz in Buchbach
- 1925: Gründung Spar- und Darlehenskasse Hausmehring mit dem Sitz in Hausmehring
- 1930: Gründung Darlehenskassenverein Burgharting-Schröding mit dem Sitz in Burgharting

Diese fusionierten in den Jahren nach der Gründung zur heutigen VR-Bank Taufkirchen-Dorfen eG:
- 1952 – Fusion der Raiffeisenkasse Buchbach eGmbH mit der Raiffeisenkasse Walkersaich eGmbH
- 1957 – Fusion der Raiffeisenkasse Thalheim eGmbH mit dem Spar- und Darlehnskassenverein Fraunberg eGmbH zur Raiffeisenkasse Thalheim eGmbH (der späteren Raiffeisenbank Thalheim eG)
- 1957 – Fusion der Raiffeisenkasse Hausmehring eGmbH mit der Spar- und Darlehnskasse Eibach eGmbH zur Raiffeisenkasse Hausmehring eGmbH (der späteren Volksbank Dorfen Obb. eGmbH)
- 1958 – Fusion der Raiffeisenkasse Moosen a.d. Vils eGmbH mit der Raiffeisenkasse Wambach eGmbH
- 1967 – Fusion der Volksbank Taufkirchen/Vils eGmbH mit der Raiffeisenkasse Hohenpolding eGmbH
- 1968 – Fusion der Spar- und Darlehnskasse Oberdorfen-Zeilhofen eGmbH mit der Volksbank Dorfen Obb. eGmbH zur Volksbank Dorfen Obb. eGmbH (der späteren Raiffeisen-Volksbank Dorfen eG)
- 1970 – Fusion der Raiffeisenkasse Buchbach eGmbH mit der Raiffeisenkasse Ranoldsberg eGmbH
- 1971 – Fusion der Raiffeisenkasse Steinkirchen eGmbH mit der Raiffeisenkasse Hofkirchen bei Dorfen eGmbH und der Volksbank Taufkirchen/Vils eGmbH zur Raiffeisen-Volksbank Taufkirchen/Vils eGmbH
- 1972 – Fusion der Raiffeisenkasse Inning am Holz eGmbH mit der Raiffeisenkasse Moosen a.d. Vils eGmbH und der Raiffeisen-Volksbank Taufkirchen/Vils eGmbH zur Raiffeisen-Volksbank Taufkirchen/Vils eGmbH (der späteren Raiffeisen-Volksbank Taufkirchen/Vils eG)
- 1992 – Fusion der Raiffeisenbank Buchbach eG mit der Raiffeisenbank Grüntegernbach e.G. zur Raiffeisenbank Buchbach-Grüntegernbach eG mit dem Sitz in Buchbach
- 1997 – Fusion der Raiffeisenbank Burgharting-Schröding eG mit der Raiffeisen-Volksbank Taufkirchen/Vils eG.
- 2003 – Fusion der Raiffeisen-Volksbank Dorfen eG mit der Raiffeisen-Volksbank Taufkirchen/Vils eG zur VR-Bank Taufkirchen-Dorfen eG mit dem Sitz in Taufkirchen (Vils).
- 2006 – Fusion der Raiffeisenbank Buchbach-Schwindegg eG mit der VR-Bank Taufkirchen-Dorfen eG.
- 2010 – Fusion der Raiffeisenbank Thalheim eG mit der VR-Bank Taufkirchen-Dorfen eG.

## Rechtsverhältnisse
Die VR-Bank Taufkirchen-Dorfen eG ist im Genossenschaftsregister beim Amtsgericht München unter GnR 234 eingetragen.

## Organisationsstruktur
Rechtsgrundlagen sind das Genossenschaftsgesetz und die durch die Vertreterversammlung beschlossene Satzung. Organe der Bank sind der Vorstand, der Aufsichtsrat und die Vertreterversammlung. Die Vertreterversammlung besteht aus gewählten Mitgliedern der Bank, welche die anderen Mitglieder vertreten.

## Sicherungseinrichtung
Die VR-Bank Taufkirchen-Dorfen eG ist der amtlich anerkannten Sicherungseinrichtung des Bundesverbandes der Deutschen Volksbanken und Raiffeisenbanken GmbH und der zusätzlichen freiwilligen Sicherungseinrichtung des Bundesverbandes der Deutschen Volksbanken und Raiffeisenbanken e.V. angeschlossen.

## Geschäftsausrichtung
Die VR-Bank Taufkirchen-Dorfen eG betreibt das Universalbankgeschäft. Neben dem klassischen Zahlungsverkehrs- sowie Kredit- und Einlagengeschäft arbeitet sie im Verbundgeschäft mit der DZ Bank, R+V Versicherung, DZ Privatbank, Bausparkasse Schwäbisch Hall, VR Smart Finanz, Münchener Hypothekenbank, Teambank, VR Leasing, DZ Hyp, Allianz Versicherung und der Union Investment zusammen.

## Geschäftsgebiet
Das Geschäftsgebiet liegt im Osten des Landkreises Erding sowie im Westen des Landkreises Mühldorf am Inn und umfasst die Gemeinde Taufkirchen (Vils), die Stadt Dorfen und deren Umland, die vier Holzlandgemeinden Steinkirchen, Hohenpolding, Inning am Holz und Kirchberg, die östliche Gemeinde Fraunberg, den Markt Buchbach und die Gemeinden Schwindegg und Obertaufkirchen.
An diesen Orten gibt es Bankstellen der VR-Bank Taufkirchen-Dorfen eG:
- Taufkirchen (Vils) (Hauptstelle, jur. Sitz)
- Buchbach
- Burgharting
- Dorfen
- Fraunberg
- Schwindegg